# 대한성공회 대전교구
대한성공회 대전교구는 대한민국 대한성공회 교구로서, 대전광역시, 광주광역시, 세종특별자치시, 충청북도, 충청남도, 전라북도, 전라남도, 강원특별자치도 남부 지역을 관할한다. 1965년에 성공회 한국교구가 서울교구와 본 교구, 2개 교구로 분리되면서 설립되었다.

## 관할 구역
대전광역시, 세종특별자치시, 충청북도, 충청남도, 전라북도, 광주광역시, 전라남도, 영동고속도로 이남 강원특별자치도

## 역대 교구장
- 캔터베리관구 한국교구장 (단일교구 시절, 서울교구와 동일)
  - 초대 선교사 존 코프 (한국이름 고요한)
  - 2대 아서 터너 (한국이름 단아덕)
  - 3대 마크 트롤로프 (한국이름 조마가)
  - 4대 세실 쿠퍼 (한국이름 구세실)
  - 5대 존 데일리 (한국이름 김요한)
- 대전교구장 (교구분할 이후)
  - 초대 찰스 존 시드니 데일리(한국명: 김요한) 주교
  - 2대 세실 리차드 럿트(한국명: 노대영) 주교
  - 3대 배두환(마가) 주교
  - 4대 윤환(바우로) 주교
  - 5대 신현삼(안드레) 주교
  - 6대 권희연(미카엘) 주교
  - 7대 유낙준(모세) 주교
  - 8대 김호욱(디도) 주교

## 소속 교무구 및 기관
- 중앙교무구
- 충남교무구
- 충북교무구
- 강원교무구
- 전라교무구
- 예수원

## 같이 보기
- 예수원
- 대천덕
- 성공회
- 대한성공회